# Сизьово (Зав'яловський район)
Сизьо́во (Сизьгурт, рос. Сизёво, удм. Сизьгурт) — присілок в Зав'яловському районі Удмуртії, Росія.
Знаходиться на схід від присілка Старі Кени, у верхів'ях річки Стара Кенка.

## Населення
Населення — 230 осіб (2010; 247 в 2002).
Національний склад станом на 2002 рік:
- удмурти — 88 %

## Урбаноніми[3]
- вулиці — Зав'яловська, Клубна, Нова, Північна, Польова, Садова